# Athyonidium
Athyonidium is een geslacht van zeekomkommers uit de familie Cucumariidae. De wetenschappelijke naam van het geslacht werd in 1948 voorgesteld door Elisabeth Deichmann.

## Soorten
- Athyonidium chilense (Semper, 1868)